# Motorsportjahr 1894
Motorsportjahr 1894 | 1895 | 1896 | 1897 | 1898 | ► | ►►

Weitere Sportereignisse

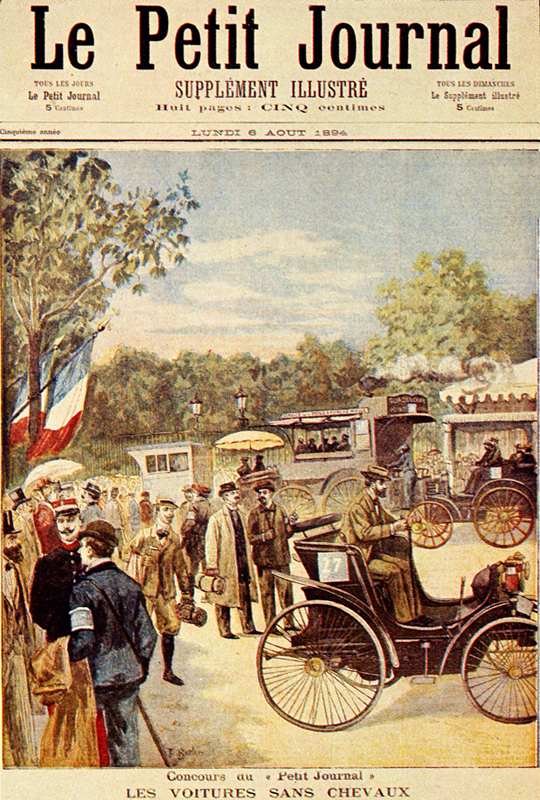
Le Petit Journal vom 6. August 1894

Nach einigen zaghaften Anfängen gilt die Fahrt von Paris nach Rouen am 22. Juli 1894 als eigentlicher Beginn des Motorsports überhaupt. Die Veranstaltung war dabei als Zuverlässigkeitsfahrt und nicht als reiner Geschwindigkeitswettbewerb konzipiert.

## Juli 1894

### Paris–Rouen
| Platz | Fahrer          | Wagen   | Zeit       |
| ----- | --------------- | ------- | ---------- |
| 1     | Albert de Dion  | de Dion | 6:48:00 h  |
| 2     | Albert Lemaître | Peugeot | 0+3,30 min |
| 3     | Auguste Doriot  | Peugeot | +16,30 min |

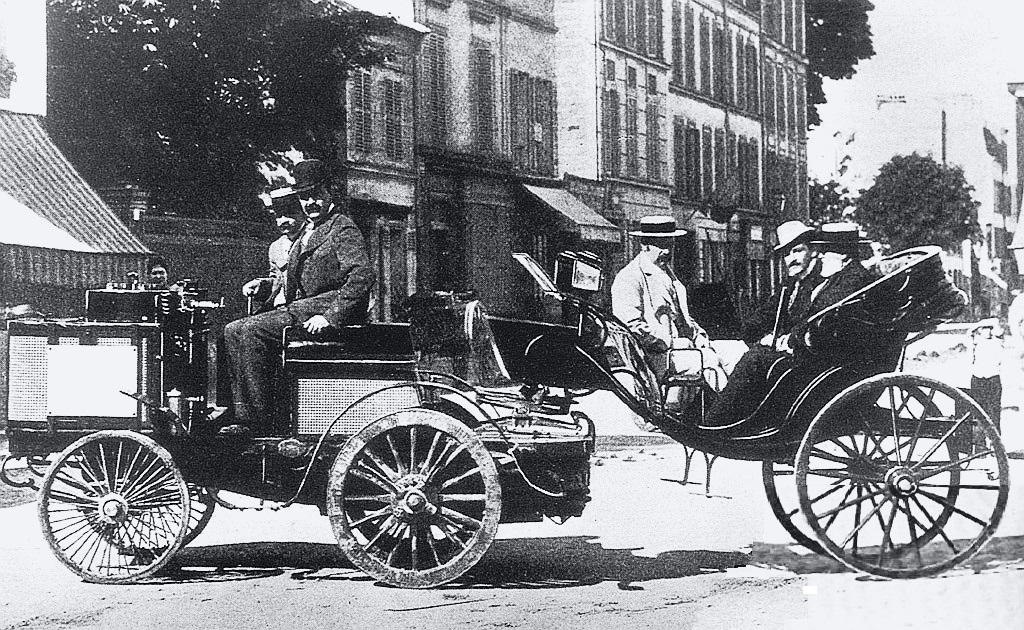
Albert de Dions Wagen am Ziel

Mit der Fahrt von Paris nach Rouen konnte zum ersten Mal ein allgemeines öffentliches Interesse für einen Automobilwettbewerb erzielt werden. Der Pariser Journalist Pierre Giffard hatte 1894 mit Unterstützung der Zeitung Le Petit Journal zu einer Wettfahrt für „pferdelose Fahrzeuge“ aufgerufen, bei der jedoch nicht allein die erzielte Fahrzeit, sondern auch Kriterien wie die Qualität der Konstruktion, Sparsamkeit, Bedienungsfreundlichkeit und die Betriebssicherheit bewertet werden sollten. Als Teilnehmer hatten sich erstmals eine ganze Reihe von Fahrzeugarten (neben Automobilen auch Zwei- und Dreiräder sowie sogenannte Quadricycles – ähnlich der heutigen Quads) mit unterschiedlichen Antriebskonzepten (Benzin-, Dampf-, Elektro- und sogar Muskel- oder Federkraft-betrieben) beworben, von denen aber nur Wagen mit Dampfantrieb oder Verbrennungsmotoren die obligatorische Vorprüfung über 50 km überstanden und auf die 126 km lange Strecke geschickt wurden. Schnellster der insgesamt 21 Konkurrenten war mit einem Stundenmittel von etwa 19 km/h und einem Verbrauch von 800 Litern Wasser Graf Albert de Dion mit seinem Dampfwagen, im Prinzip eine Zugmaschine mit angehängter Kutsche, die zur Bedienung neben dem Fahrer auch noch einen weiteren Heizer an Bord benötigte. Der Siegerpreis in Höhe von 5000 Goldfrancs wurde jedoch aufgrund der wesentlich einfacheren Handhabung zu gleichen Teilen benzingetriebenen Wagen von Panhard & Levassor und Peugeot zugesprochen, beide mit von Panhard in Lizenz gebauten Daimler-Motoren bestückt. 17 der 21 am Rennen teilnehmenden Fahrzeuge erreichten das Ziel.

#### Anekdote
In der 24. Folge (Aufbruch ins 20. Jahrhundert) der Zeichentrickserie „Es war einmal … der Mensch“ wird der Wettbewerb thematisiert.

## Dezember 1894
Die erste Ausgabe der Fachzeitschrift La Locomotion Automobile erscheint in Paris.

## Geburten
- 10. Februar: Giuseppe Morandi, italienischer Autorennfahrer, (* in Castiglione delle Stiviere; † 3. Oktober 1977 in Brescia).
- 14. April: Henryk Liefeldt, polnischer Autorennfahrer, Mechaniker, Ingenieur und Konstrukteur (* in Warschau; † 13. September 1937 ebenda).
- 30. April: Leon Duray, genannt „The Flying Frenchman“, amerikanischer Autorennfahrer, geboren als George Stewart[4] (* in Cleveland, † 12. Mai 1956 in San Bernardino).
- 16. Juni:
  - Luigi Arcangeli, italienischer Motorrad- und Autorennfahrer (* in Savignano sul Rubicone, † 23. Mai 1931 in Monza).
  - Just-Émile Vernet, französischer Autorennfahrer und Konstrukteur (* in Sancey-le-Grand, † 6. Oktober 1992 in Baume-les-Dames).
- 3. September: Luigi Platé, italienischer Autorennfahrer († 16. Dezember 1975).
- 12. September: Jimmy Murphy, US-amerikanischer Autorennfahrer (* in San Francisco, † 15. September 1924 in Syracuse).
- 30. Oktober: Emilio Materassi, italienischer Autorennfahrer (* in Borgo San Lorenzo, † 9. September 1928 in Monza).
- 22. Dezember: Giulio Masetti, italienischer Autorennfahrer (* in Vinci (Toskana), † 25. April 1926 in Sclafani Bagni).